# Gauleiter
Le Gauleiter (prononciation allemande : [ˈɡaʊlaɪtɐ]) est un fonctionnaire du parti nazi, responsable d'un Gau, circonscription territoriale. La fonction est créée en 1925 par Gregor Strasser, lors de la réorganisation du NSDAP consécutive à l'échec du putsch de la Brasserie, et perdure jusqu'à la chute du IIIe Reich. Recrutés parmi des membres de longue date du NSDAP, pour la plupart proches d'Adolf Hitler qu'ils connaissent depuis longtemps, ces fonctionnaires du parti dépendent directement de lui et de la chancellerie du parti nazi. À partir de 1933, les Gauleiter héritent, en tant que Reichsstatthalter, de certaines compétences du pouvoir central dans leurs circonscriptions, les Gaue. Le périmètre de leurs interventions augmente au fil des années, jusqu'à disposer également, dans la dernière année du conflit, de compétences militaires et judiciaires importantes. Ces responsables régionaux, après avoir soutenu la lutte à outrance contre les Alliés, disparaissent dans la tourmente des dernières semaines du Troisième Reich : certains se sont simplement enfuis, d'autres sont morts en tentant de résister à l'avance des armées alliées, d'autres se sont suicidés. Les survivants sont jugés lors des procès de dénazification : certains sont exécutés, d'autres condamnés à des peines de prison.

## LesGauleiteravant la prise du pouvoir

### Création
En 1925, le parti nazi est réorganisé et son maillage territorial est étoffé ; à cette occasion, un cadre territorial est mis en place, le Reich est divisé en Gaue, confiés à un Gauleiter, souvent choisi parmi les proches de Hitler.
En 1928, à l'occasion de la réorganisation voulue par Strasser, cette fonction devient un grade dans l'organisation paramilitaire nazie. À cette occasion, la carte des Gaue est redessinée sans pour autant correspondre à l'organisation territoriale du Reich.
Rapidement, ces cadres ont pour fonction de transmettre aux représentants locaux du NSDAP les consignes émanant des organes centraux du parti nazi. Le nouvel échelon prive les institutions centrales de moyens réels pour s'assurer que les recommandations et consignes rédigées par les fonctionnaires du parti sont effectivement suivies d'effet localement.

### Tentatives de contrôle
Pour tenter de mettre un frein aux tendances centrifuges qui se développent dès les années 1920, un corps d'inspecteurs est mis en place, sous la houlette de Paul Schutz, un activiste d'extrême-droite, puis de Robert Ley, alors Gauleiter dans la région rhénane. Ces inspecteurs sont souvent choisis parmi les Gauleiter les plus méritants. Regardés avec suspicion par leurs collègues, ils ne disposent d'aucun pouvoir de sanction, ne pouvant révoquer de leur propre autorité un de leurs collègues défaillant.
Cependant, s'ils peuvent résister aux contrôles exercés sur leurs actions, ils ne peuvent se dérober aux opérations de contrôle menées par Franz Xaver Schwarz, le trésorier du NSDAP, qui organise efficacement les modalités du contrôle de leurs comptes. celui-ci se plaint régulièrement des détournements de fonds, de l'usage de fonds du NSDAP à des fins privées ou encore du retard dans le versement de la part des cotisations des militants qui revient à l'organisation nationale.
Le manque de moyens des structures de contrôle conduit à une forte autonomie au niveau régional, tout en renforçant leurs liens directs entre Hitler. Le départ des frères Strasser, en décembre 1932, met un terme à toute velléité de mise au pas de ces satrapes régionaux, ainsi qu'à toute tentative de réorganiser le NSDAP pour en faire un instrument réellement efficace dans tous les domaines.

### Une relation particulière avec Hitler
La nature des liens personnels entre Hitler et ces cadres territoriaux, tissés au fil des années, constitue la principale raison de l'échec final des frères Strasser. En effet, la crise de décembre 1932, qui se termine victorieusement pour Hitler, lui fournit l'occasion de resserrer les liens directs qui l'unissent aux Gauleiter, dans le cadre de relations de type néo-féodal entre lui et ses subordonnés.
Alors que l'accès au Führer est sévèrement contrôlé par Bormann, les Gauleiter comptent parmi les rares responsables du Reich à pouvoir approcher librement Hitler. En effet, ces hommes disposent de nombreuses occasions d'échanges avec ce dernier : rencontres officielles, célébrations nazies ou réunions périodiques, comme celle qui célèbre, tous les 24 février, la publication du programme du NSDAP ou bien celle qui se tient le 12 décembre 1941 dans les appartements privés de Hitler à la nouvelle chancellerie. Lors de ces rencontres, Hitler en profite pour revenir sur les événements en cours, dresser un tableau de la situation politique nationale et globale ou encore exposer son point de vue sur l'évolution du conflit. En 1940, une partie importante du discours de Hitler est consacrée à des développements antisémites. La dernière réunion des Gauleiter le 24 février 1945 à la chancellerie à Berlin, constitue l'ultime occasion d'échanger directement avec Hitler. Lors de ces derniers échanges, ils font preuve d'un optimisme vraisemblablement de façade, selon Karl Wahl, Gauleiter de Souabe, et expriment leur ressentiment, notamment à l'égard de Bormann. D'autres, Rudolf Jordan (en), par exemple, Gauleiter de Magdebourg-Anhalt, semblent revigorés par cette célébration.

## La fonction deGauleiterà partir de 1933

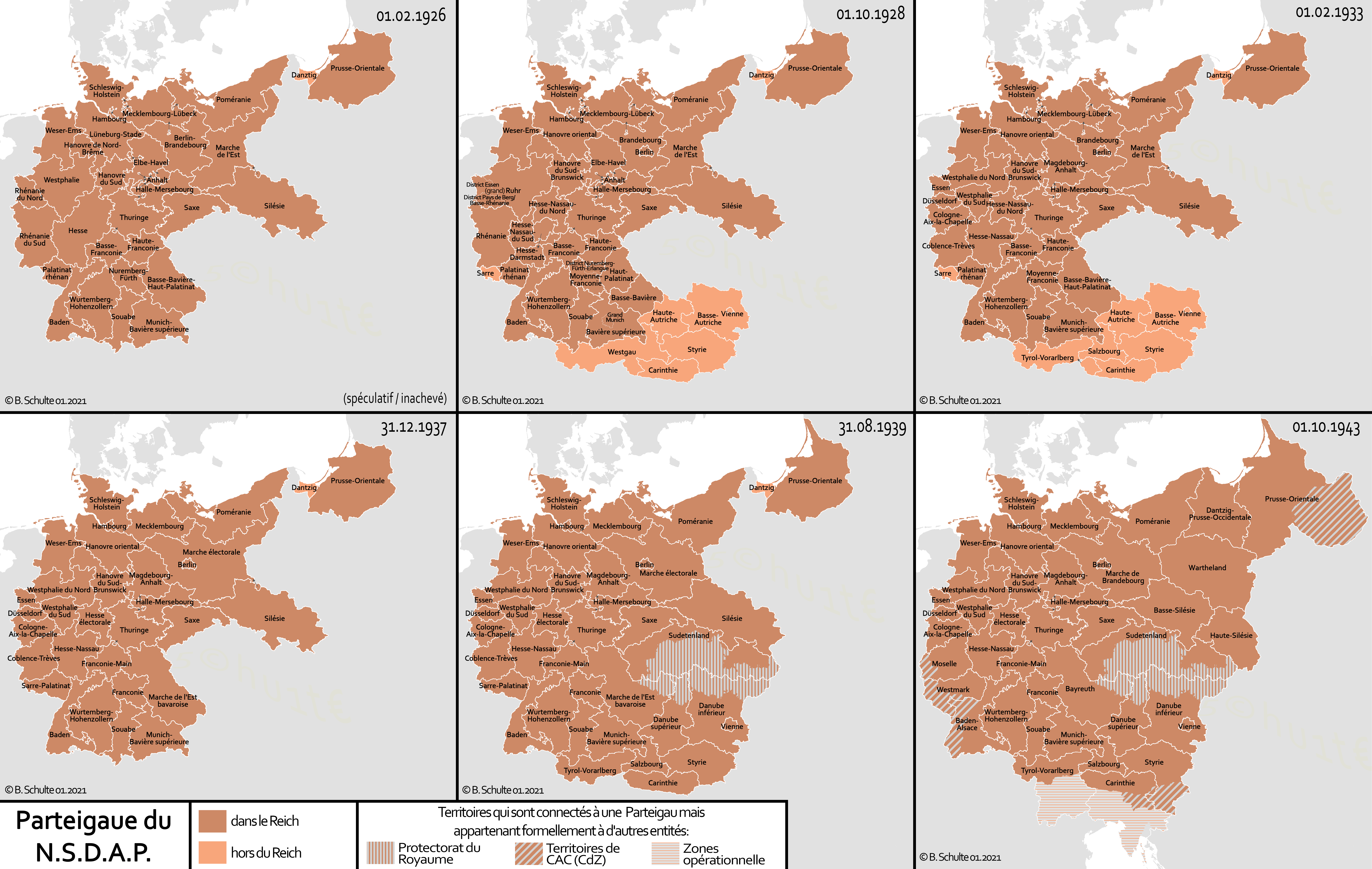
Les Gaue du parti nazi de 1926 à 1945.

Avec le temps, la fonction de Gauleiter devient la plus importante dans l'organisation nazie, après celle de Reichsleiter. Jusqu'en 1938, le Gauleiter pouvait être secondé par un Stellvertretender-Gauleiter ou « Gauleiter adjoint ». Cette fonction va être abolie au début de la Seconde Guerre mondiale. En mars 1933, nommés gouverneurs du Reich dans les Länder, ils apparaissent comme des éléments de centralisation aux mains d'un pouvoir central qui met au pas toutes les formes de pouvoir à l'exception de la sienne.

### LesGauleiteret le pouvoir central
Dès la mise en place du système, les Gauleiter, véritables potentats locaux, jouissent d'une très grande autonomie à l'égard des ministères, en dépit des efforts du ministère de l'Intérieur du Reich pour tenter de limiter cette autonomie.
Au fil du conflit, responsables de l'administration, les Gauleiter constituent des courroies de transmissions précieuses pour le pouvoir central de Berlin. En effet, ils ont à la fois pour rôle d'envoyer des rapports à la chancellerie du parti sur l'état de la population, mais aussi transformer en actes les directives du pouvoir central, que ce soit l'État ou le parti. Cependant, comme le note le Gauleiter de l'Oldenbourg, l'extension du Führerprinzip à tous les échelons ne crée pas les conditions d'un pouvoir central unifié et efficace à l'échelon du Gau, chaque Gauleiter exerçant son activité quotidienne de façon indépendante, à la fois de l'État central, mais aussi du Gauleiter voisin. Mais, à partir de 1942, cette indépendance de fait est contrariée par Bormann, qui reçoit de Hitler la compétence sur toute la correspondance émanant des cadres du parti, Gauleiter compris.
Tous les ans, un congrès des Gauleiter est réuni, celui de 1943, en octobre, et celui de 1944, en août, se tiennent à Posen, chef-lieu du Wartheland. Lors de ces manifestations, ces derniers sont notamment informés par Albert Speer de l'état réel de l'économie de guerre du Reich.

### Des fonctions cumulées aux limites mal définies
En théorie, le Gauleiter coordonne les activités du parti nazi, à l'échelon régional. Il devait faire en outre fonction de conseiller auprès des autorités locales. En pratique, il était le seul chef du Gau dont il avait la responsabilité. Le gouvernement local était le plus souvent un gouvernement fantoche. Dans de nombreux cas, le Gauleiter cumulait sa fonction avec celle de Reichsstatthalter (gouverneur du Reich) ou de haut président. Ce cumul de fonctions sur différentes entités administratives a souvent conduit à des conflits juridictionnels, caractéristiques de l’Allemagne nazie.[réf. souhaitée]
Tenant à mettre en application les projets nazis du vivant même de Hitler, ils participent à la radicalisation constante du régime au fil du conflit. En effet, dans les régions orientales annexées au Reich, les Gauleiter, ceux des nouveaux Gaue comme ceux des Gaue de l'Altreich agrandis, Erich Koch en Prusse-Orientale, Albert Forster en Prusse-Occidentale - Dantzig, Arthur Greiser dans le Wartheland et Karl Hanke en Silésie reçoivent de Hitler les pleins pouvoirs pour pratiquer sur ces régions une épuration ethnique radicale, devant aboutir à une germanisation totale dans les dix années, Hitler leur ayant donné la liberté totale des moyens, y compris l'arbitraire le plus absolu, les codes et lois du Reich ne s'appliquant pas sur ces territoires.
Erich Koch, Gauleiter en Prusse-Orientale, et Hinrich Lohse, Gauleiter du Scheswig-Holstein, sont nommés à la tête des Reichskommissariat mis en place en Union Soviétique, le premier en Ukraine, le second en Ostland.

### LesGauleiter, acteurs de la politique raciale nazie

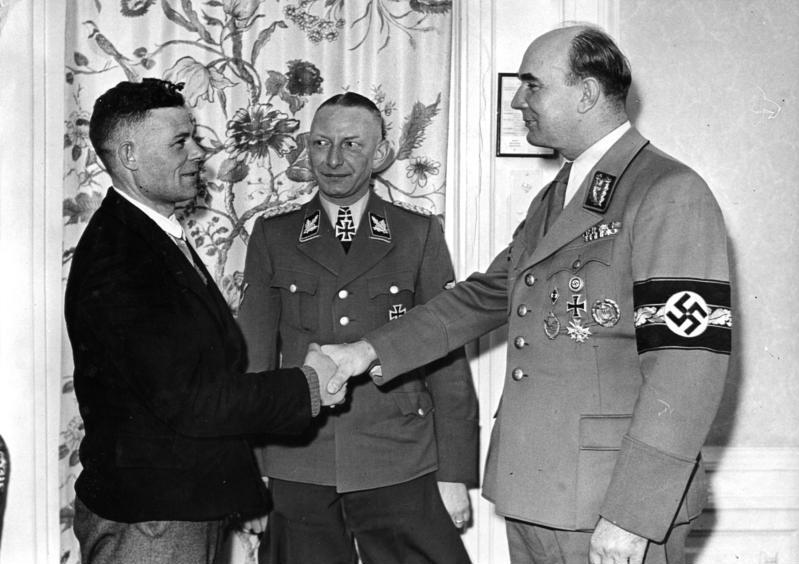
Arthur Greiser, Gauleiter du Wartheland, accueille, le 1er mars 1944, le millionième de dans son Gau.

Le 18 septembre 1941, Himmler, dans une lettre à Arthur Greiser fixe les objectifs de la politique antisémite du Reich dans les mois suivants : il s'agit de « nettoyer et de libérer » (c'est-à-dire de déporter les Juifs de ces régions) l'Altreich et le protectorat de Bohême-Moravie des Juifs qui y vivent encore.
Dès la réorganisation des territoires polonais conquis en 1939 (création du Gouvernement général, annexion de vastes territoires intégrés dans des Gaue existants ou non), la recomposition raciale de l'Europe de l'Est suivant les objectifs nazis se fait sous le contrôle direct de Himmler. En effet, dès Novembre 1939, les Gauleiter de Vienne, des Sudètes et de Haute-Silésie demandent à Hitler l'autorisation, bien évidemment accordée, de procéder à l'expulsion de leur Gau des populations juives, tandis qu'Arthur Greiser, dans le Wartheland procède à l'expulsion brutale, rapide et désorganisée des Juifs de son Gau. En décembre 1940, dans l'indifférence générale, Josef Bürckel Gauleiter du Gau Sarre-Palatinat et Robert Wagner Gauleiter du Gau Pays de Bade-Alsace, font déporter en France par le RSHA les Juifs résidant dans leur Gau.
D'autres Gauleiter font déporter les Juifs de leur Gau dans le Gouvernement général, malgré l'opposition de Hans Frank, le gouverneur général, et profitent de ces expulsions pour exproprier légalement les biens juifs, comme Baldur von Schirach, à Vienne. Paul Giesler, à Munich, quant à lui, fait construire, aux frais des Juifs expropriés, un village de baraquements dans la banlieue de la ville. Dans le Warthegau, domaine d'Arthur Greiser, la constitution, puis la gestion du ghetto de Łódź fournissent l'occasion d'expérimenter une nouvelle forme de vexations des populations juives concentrées dans des ghettos surpeuplés : un prélèvement de 65% sur les salaires perçus par les salariés juifs des entreprises du Reich. Durant l'automne 1941, pour faire face à la pénurie de logements liée aux bombardements dont les effets commencent à se faire sentir, les Gauleiter des Gaue occidentaux mènent une campagne auprès de Hitler pour demander la déportation des Juifs de l'Altreich, de façon à libérer les logements occupés par les Juifs pour les citoyens du Reich : le 16 septembre 1941, le lendemain du bombardement de Hambourg, Karl Kaufmann, appuyé par Goebbels, son collègue de Berlin, avait adressé une remarque en ce sens à Hitler.
Au fil du conflit, les Gauleiter sont de plus en plus informés du sort des Juifs dont ils ordonnent la déportation : ainsi, lors du congrès qui les réunit à Posen en octobre 1943, ceux-ci sont explicitement informés par Himmler, dans son discours du 6, du sort des Juifs du Reich.

## Acteurs dans la conduite de la guerre

### LesGauleiterdans l'effort de guerre allemand
Peu informés de la situation réelle du Reich en guerre jusqu'en octobre 1943, Les Gauleiter doivent à partir de ce moment constituer un rouage essentiel de l'effort de guerre : en effet, le congrès de 1943 fournit à Speer, expressément soutenu par Himmler, l'occasion de leur demander une participation à l'effort de guerre ; le ministre exige notamment un soutien accru à la réorganisation économique qu'il met en place, tout en leur spécifiant l'absence de passe-droit.
Cependant, L'accès direct à Hitler dont ils disposent leur permet de contourner les dispositions destinées à intensifier la production de guerre. Ainsi, peu de temps après la défaite de Stalingrad, Goebbels, plénipotentiaire pour la guerre totale, prend position en faveur de l'interdiction des courses de chevaux. Le ministre obtient de Hitler l'autorisation d'interdire ce divertissement, interdiction que commencent à mettre en application les Gauleiter, qui s'opposent néanmoins à une interdiction générale dans leur Gau. Paul Giesler, Gauleiter de Munich, fait appliquer cette décision, ce qui suscite l'opposition d'un ami personnel de Hitler, responsable des sports équestres dans le Reich : les deux parties allant se plaindre à Hitler, ce dernier, par l'entremise de Bormann et Lammers, dépositaires de l'expression de la volonté du Führer, autorise à nouveau les courses de chevaux à Munich, puis, par extension, dans l'ensemble du Reich, laissant  aux Gauleiter, commissaires à la défense, la possibilité de les maintenir.
Les Gauleiter disposent de larges compétences pour mettre en oeuvre la guerre totale. Cette compétence est symbolisée par la présence de Speer à leurs congrès de 1943 et 1944 : le ministre de l'armement, le 3 août 1944 à Posen, fournit à ces cadres territoriaux de nombreuses statistiques sur l'effort industriel du Reich à ce stade du conflit.

### Des courroies de transmissions

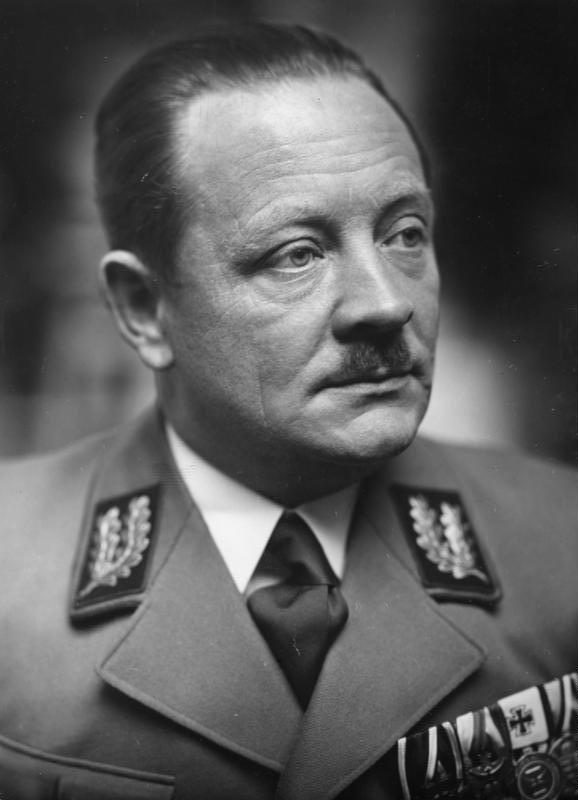
En 1945, Erich Koch, Gauleiter de Prusse-Orientale, est maintenu dans l'ignorance des mouvements de retraite des unités allemandes.

Durant le conflit, les Gauleiter constituent des acteurs importants de la diffusion des consignes de l'État central dans les régions du Reich. Cependant, au cours du conflit, certains s'opposent aux actions centralisatrices menées depuis Berlin par Bormann ou les membres du cabinet. Ainsi, nommés commissaires à la défense du Reich (de), ils disposent, à l'image d'Erich Koch de pouvoirs étendus, notamment compétents en ce qui concerne les déplacements de populations et la mise en place de structures de défense.
S'ils sont compétents dans la mise en application des consignes de l'État central, les Gauleiter fournissent, par les rapports émanant de leurs services et parvenant à la chancellerie du parti, une vue d'ensemble de la situation du moral et des sentiments de la population allemande : en octobre 1944, le Gauleiter de Düsseldorf, Friedrich Karl Florian, rend compte de la situation catastrophique des victimes des bombardements alliés et défend la nécessité de mettre en place une aide d'urgence, sous peine de perdre définitivement le contrôle de la situation dans les villes bombardées du Reich. Les réfugiés de l'Est propageant la nouvelles des succès soviétiques de janvier 1945, les Gauleiter rendent compte de la baisse générale du moral qui frappe l'ensemble de la population à partir de février 1945. À partir du moment où le territoire du Reich est envahi, ils jouent aussi un rôle dans l'information directe de Hitler, à qui des officiers généraux masquent de plus en plus certaines manœuvres : ainsi, entre le 12 et le 17 janvier 1945, Georg-Hans Reinhardt, alors commandant du groupe d'armées Centre, engagé en Prusse-Orientale, n'informe pas Erich Koch des décrochages successifs de ses unités devant l'offensive soviétique en développement :  en effet, Koch, fanfaron, en aurait immédiatement informé Hitler, obligeant Reinhardt à justifier chaque mouvement des unités placées sous son commandement.

### Renforcement des pouvoirs
À partir de l'été 1943, et plus encore après l'échec de l'attentat du 20 juillet, les Gauleiter voient leurs fonctions évoluer dans le sens du renforcement de leur prérogatives, en partie en raison de l'action de Bormann. En effet, au fil des mois, ils disposent de plus en plus d'attributions, dont ils se servent pour exercer un pouvoir de plus arbitraire, mais ils doivent aussi faire face au discrédit qui frappe l'ensemble des responsables du NSDAP.
À partir de l'annonce de la chute de Mussolini, les Gauleiter renforcent leur contrôle sur toutes les instances intermédiaires du Reich. Ainsi, à la faveur de la nomination de Himmler au poste de ministre de l'Intérieur, ces derniers s'assurent le contrôle des autorités locales.
Dans le contexte du mois de juillet 1944, les pouvoirs de ces responsables territoriaux sont renforcés avec la nomination de Goebbels comme responsable de la mobilisation de la société pour la guerre. Appuyés par Bormann et Goebbels, ils défendent victorieusement leurs prérogatives contre toute incursion des ministres techniciens, comme Speer. Durant la même période, le 12 juillet, les Gauleiter, commissaires à la défense du Reich, héritent de prérogatives de nature à interférer avec les compétences de la Wehrmacht en cas d'intrusion alliée sur le territoire du Reich : ils décident en dernier ressort des évacuations de civils ou des sabotages des industries des régions menacées. Mais le principal moment de l'attribution de compétences dans le domaine militaire pour ces cadres du NSDAP, la fin de l'été et l'automne 1944, se décompose en réalité en deux moments : la formation du Volkssturm et l'érection de fortifications aux frontières du Reich. Le décret, préparé à la fin de l'été, signé par Hitler le 25 septembre 1944 et rendu public le 16 octobre 1944, institue une milice, le Volkssturm, dont la levée, l'organisation et l'entraînement dépendent de la compétence des Gauleiter. La mobilisation totale de la population incluant aussi la construction de fortifications sur les frontières menacées du Reich, Erich Koch, Gauleiter de Prusse-Orientale, région directement menacée par l'Armée rouge, suggère en juillet 1944 à Hitler la construction d'un Ostwall, sur le modèle de la ligne Siegfried ; au mois d'août, cette mesure est étendue aux Gaue occidentaux, les Gauleiter des régions concernées devant coordonner les travaux, et pour les Gaue moins directement menacés, fournir la main-d’œuvre, le tout sous le contrôle direct de Bormann, qui presse les Gauleiter d'activer les travaux, en vue d'un achèvement avant l'hiver.
Dans le cadre de la mise en place des mesures mises en place par Goebbels dans le cadre de la guerre totale, les Gauleiter jouent un rôle important dans la politique de ratissage voulue par le ministre de la propagande, destinée à fournir les effectifs de nouvelles divisions à envoyer sur les fronts, tout en prenant parti pour Goebbels contre Speer dans le conflit qui oppose les deux ministres.
Dans ce conflit, les responsables territoriaux constituent aussi un enjeu entre ministres, Speer souhaitant qu'ils lui soient subordonnés dans les domaines relevant de sa sphère de compétences, ce qui entraîne un désaveu de la part de Hitler. Il adresse d'ailleurs aux Gauleiter un certain nombre de consignes relatives à la production ou au sabotage des installations industrielles et des infrastructures, dans le courant du mois de septembre 1944.
Enfin, les Gauleiter, représentants personnels du Führer dans leur circonscription, héritent dans les faits de prérogatives dans le domaine de la représentation et dans la mise en scène du pouvoir nazi. Ainsi, devant la répugnance, de plus en plus affirmée au fil du conflit, de Hitler à être photographié, filmé ou mis en présence d'inconnus, ces cadres du régime peuvent en constituer l'image visible, lors de manifestations de propagande, ou encore lors d'inspections de dispositifs inspirés par le parti. En mars 1945, ils deviennent responsables de l'action orateurs, mise en œuvre conjointement par la chancellerie du parti et par le ministère de la propagande, devant choisir les orateurs et les acheminer vers les troupes engagées dans les combats : Ainsi, dans le Gau de Hesse-Nassau, les orateurs sont acheminés par camions, sous la responsabilité du Gauleiter, pour développer les thèmes de propagande choisis par Goebbels.
Dans un contexte marqué par la disparition progressive du soutien de la population envers le régime mis en place en 1933, la répression prend une place accrue dans le maintien d'un Reich aux abois après l'attentat du 20 juillet. Les gauleiters, satrapes dans leur circonscription, participent de façon active au déploiement de cette répression.
Ainsi, le décret du 15 février 1945, instituant les cours martiales d’exception, donne au gauleiter des compétences en matière d'exercice de la justice, puisque le décret les rend responsables, en vertu de leur poste de commissaire à la défense du Reich, de la composition de ces cours : en effet ils contrôlent les nominations des juges, à savoir un responsable du parti ou de ses organisations satellites et un officier de la Wehrmacht, des SS ou de la police. La circulaire de Bormann aux Gauleiter, par laquelle il les informe de ces nouvelles compétences, leur rappelle leur rôle dans la conduite de la guerre à l'intérieur du Reich. Dans cette même circulaire, Bormann insiste sur leur rôle dans la lutte contre le défaitisme et les oppositions au régime.

### Autonomie renforcée
Formant un groupe hétérogène, les Gauleiter disposent dans les derniers mois du conflit d'une capacité d'action autonome renforcée.
Ainsi, certains Gauleiter, mènent une politique autonome durant toute la durée du conflit ; Franz Hofer, dans le Tyrol, agrandi de fait après la chute du régime fasciste en Italie par le Trentin, encourage les formes visibles de folklore local, dans le cadre de sa politique de se constituer, dans la population, une sorte de milice qu'il pourrait utiliser contre les troupes alliées.
Lors de leur dernière rencontre avec Hitler, le 24 février 1945, Hitler semble anticiper cette tendance en exigeant de l'ensemble de ces cadres un nouveau serment de fidélité : il souhaite ainsi s'assurer de l'exécution de ses consignes, y compris en cas de rupture des canaux de communication utilisés jusqu'alors. Cette autonomie croissante n'entraîne cependant aucune contestation du pouvoir de Hitler, de ses consignes et de sa politique durant le conflit, même si son discours du 24 février ne convainc aucun des Gauleiter présents.
Les derniers mois du régime, dans un contexte de désorganisation croissante, renforcent les tendances centrifuges au sein de l'administration territoriale du Reich. Ces tendances se manifestent par un refus d'appliquer les directives émises par le pouvoir central, jugées irréalistes par les responsables locaux et par la disparition du pouvoir réel de Hitler sur ses représentants dans le Reich, dont les Gauleiter font partie.

### Des personnalités de plus en plus discréditées
Comme l'ensemble des institutions du NSDAP, les Gauleiter, chefs régionaux, souffrent d'un large discrédit auprès de la population dont ils ont la charge. Cependant, ce discrédit traduit une certaine réalité, à savoir la propension de ces responsables à céder à la panique ou à abandonner leur Gau dans la précipitation lorsque la menace alliée se fait pressante à partir de l'automne 1944 : le Gauleiter de Sarrebruck cède à la panique et ses ordres d'évacuation de la population civile génèrent un chaos que ses services et lui sont bien incapables de gérer.
En effet, l'acharnement dont ils font preuve pour défendre leurs prérogatives les rend plus vulnérables aux critiques, comme le constate Speer, lors d'une de ses inspections sur le front de l'Ouest à l'automne 1944 : dans son rapport à Hitler, il signale le fossé qui sépare civils et militaires, d'une part, et les cadres du parti de l'autre : les premiers fatigués, avec des tenues sales et déchirées, les seconds avec des uniformes neufs et propres.
Cependant, ce discrédit ne se limite pas à l'attitude, mais aussi à la politique menée par les Gauleiter, plus spécifiquement ceux des Gaue de l'Est du Reich, directement menacés par l'avance de l'Armée rouge, à partir de janvier 1945. En effet, les Gauleiter concernés, Erich Koch en Prusse-Orientale et Arthur Greiser dans le Wartheland, se signalent l'un comme l'autre par leur incompétence. Arthur Greiser allie fanfaronnades, en affirmant la capacité de résistance dans son Gau, et désertion, abandonnant Posen, l'administration censée le seconder et les populations civiles allemandes affolées par l'avance soviétique, pour se replier dès le 17 janvier, avec l'accord de Hitler, dans un premier temps à Francfort-sur-l'Oder. Cette fuite, si elle gêne le NSDAP et Hitler (qui lui a donné l'autorisation de se replier), accentue la haine envers ces responsables du parti, incapables de protéger les populations dont ils ont la charge. Erich Koch, Gauleiter de Prusse-Orientale, est quant à lui la cible des récriminations des réfugiés de l'Est.

### Dans les régions envahies
À partir de l'automne 1944, des régions de plus en plus importantes du Reich sont conquises par les Alliés, aussi bien à l'Ouest, qu'à l’Est. Les Gauleiter, conformément aux directives de Bormann et de la Wehrmacht ont pour mission d'assurer l'évacuation des civils, l'organisation du Volkssturm et la coordination de la défense de la Gau.
Face à ces missions, les Gauleiter ont eu des attitudes différentes, cependant toutes marquées par une volonté d'insuffler une résistance fanatique à la population et aux unités combattantes. Ainsi, en septembre 1944, à Cologne, Josef Grohé, voit son autorité réduite à néant dans les régions les plus proches du front, en raison de l'attitude de ses subordonnés.
En Prusse-Orientale, directement attaquée par l'offensive soviétique de janvier 1945, Erich Koch rappelle ces prérogatives au milieu de la débâcle en cours, tout en incitant ses proches et ses collaborateurs directs à se mettre à l'abri : il subordonne, dans une province dont la population paniquée fuit vers l'Ouest, toute évacuation à son accord personnel, tout en inondant son Gau en décomposition de slogans exaltant la défense de la Prusse-Orientale et de Königsberg.

### La disparition desGauleiter, un épiphénomène dans la débâcle finale
Durant les dernières semaines de la guerre, à partir de janvier 1945, les Allemands assistent à la disparition de l'autorité de ces cadres territoriaux, dont les circonscriptions sont alors largement envahies par les troupes alliées, tant à l'Ouest qu'à l'Est. Ainsi, sur le front occidental, tout en donnant des gages à Speer, engagé dans une action de sabotage des ordres de terre brûlée, et des consignes jusqu'au-boutistes, les Gauleiter préparent leur fuite devant les troupes alliées qui se font de plus en plus menaçantes : Josef Grohé, Gauleiter d'Aix-la-Chapelle, par exemple, traverse le Rhin avec son état-major, se replie à Bensberg, puis, le 8 avril, dissout l'administration dont il a la charge et se rapproche de Walter Model. Albert Hoffmann (en), Gauleiter de Westphalie-Sud, agit de même en prenant la fuite le 13 avril, après avoir dissous, de son propre chef, le NSDAP dans son Gau.
Dans les Gaue orientaux, en janvier 1945, le cas d'Arthur Greiser, Gauleiter du Wartheland, mobilise toutes les attentions : refusant de donner des ordres d'évacuation des civils, alors que, le 17 janvier 1945, l'offensive soviétique rencontre chaque jour davantage de succès, affirmant que Posen serait défendue, il abandonne son Gau, le 20 janvier, se repliant, avec l'accord de Hitler, à Francfort-sur-l'Oder, abandonnant la population civile à son sort ; certains responsables, notamment Goebbels influencé par des rapports négatifs sur la question, exigent la comparution de Greiser, ce que Hitler refuse. Plus au Sud, Karl Hanke, en Basse-Silésie, exerce l'ensemble de ses prérogatives dans Breslau assiégée à partir du milieu du mois de février.
Seuls deux Gauleiter se sont fait tuer dans les combats : Karl Gerland, Gauleiter de Kuressen, et Karl Holz, à Nuremberg. Ce dernier est décoré de la croix d'or de l'ordre allemand, décernée par Hitler le 19 avril 1945, après lui avoir adressé un télégramme de félicitations pour son anniversaire ; il meurt avec un groupe de SS lors de l'attaque du siège de la police par l'armée américaine, le 20 avril.

## Insignes

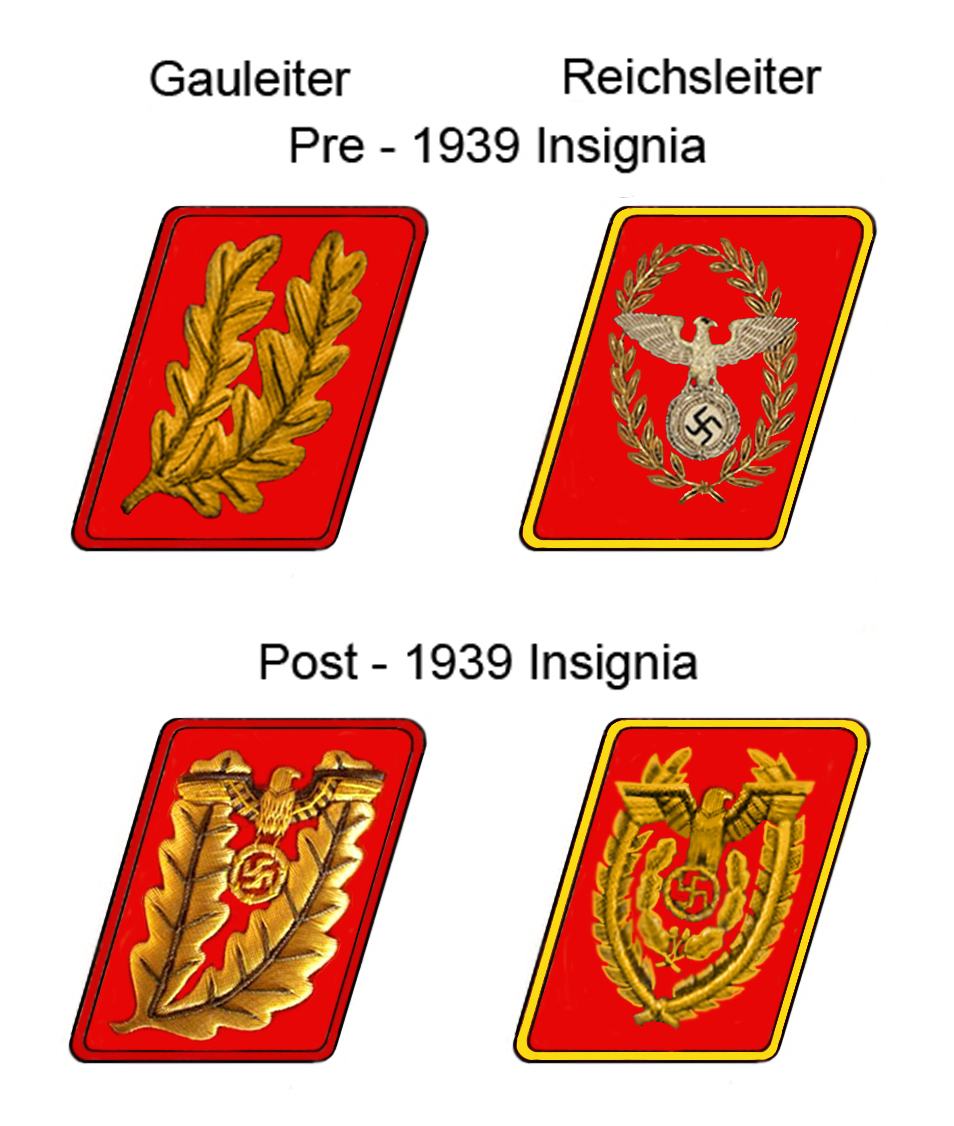
Les insignes de col du gauleiter (colonne de gauche), avant 1939 en haut, après 1939 en bas.

L'insigne de la fonction de Gauleiter, porté sur le col de l'uniforme, présentait deux feuilles de chêne sur fond rouge. L'insigne de son adjoint ne présentait qu'une seule feuille de chêne.

## Liste deGauleiter
- Baldur von Schirach (Vienne)
- Josef Bürckel (Gau Westmark)
- Joseph Goebbels (Berlin)
- Karl Hanke (Basse-Silésie)
- Konrad Henlein (Reichsgau Südetenland)
- Albert Hoffmann (en), (Westphalie-Sud)
- Fritz Sauckel (Thuringe)
- Gustav Simon (Moselland (de))
- Julius Streicher (Moyenne-Franconie)
- Robert Wagner (Bade-Alsace)
- Karl Kaufmann (Hambourg)
- Friedrich Karl Florian (Düsseldorf)
- Albert Forster (Dantzig-Prusse Orientale)
- Erich Koch (Prusse-Orientale)
- Josef Grohé (Cologne puis Aix-la-Chapelle)
- Karl Gerland (Gau de Hesse)
- Karl Holz (Franconie)
- Friedrich Hildebrandt (Mecklembourg)
- Hinrich Lohse (Schleswig-Holstein)
- Martin Mutschmann (Saxe)
- Arthur Greiser (Wartheland)
- Paul Wegener (Basse-Saxe)
- Franz Hofer (Tirol Vorarlberg)
- Wilhelm Murr (Wurtemberg-Hohenzollern)
- Siegfried Ulberreither (Styrie)
- Fritz Wächtler (Bayreuth)